# Sovinjska Brda
Sovinjska Brda – wieś w Chorwacji, w żupanii istryjskiej, w mieście Buzet. W 2011 roku liczyła 23 mieszkańców.